# كاري دونوفان
كاري دونوفان (بالإنجليزية: Carrie Donovan)‏ هي محررة موضة ‏ وصحفية أمريكية، ولدت في 22 مارس 1928 في ليك بلاسيد في الولايات المتحدة، وتوفيت في 12 نوفمبر 2001 في نيويورك في الولايات المتحدة.